# Macandrevia bayeri
Macandrevia bayeri är en armfotingsart som beskrevs av Cooper 1975. Macandrevia bayeri ingår i släktet Macandrevia och familjen Zeilleriidae. Inga underarter finns listade i Catalogue of Life.